# پشت‌آتشی معمولی
پشت‌آتشی معمولی (نام علمی: Dinopium javanense) نام یک گونه از سرده پشت‌آتشی‌های خاوری است.